# Varananda Dhavaj
 (mai 2018).
Si vous disposez d'ouvrages ou d'articles de référence ou si vous connaissez des sites web de qualité traitant du thème abordé ici, merci de compléter l'article en donnant les références utiles à sa vérifiabilité et en les liant à la section « Notes et références ».
Le Prince Varananda Dhavaj (en thaï : วรานนท์ธวัช ;  RTGS : Waranonthawat), né le 19 avril 1922 à Bangkok (Thaïlande) et mort le 14 septembre 1990 à Bangkok. Bien qu'il soit le fils unique du Prince  aîné de Thaïlande, Chudadhut Dharadilok, il a été écarté de la succession du trône car il est né d'une épouse non officielle. 
Après la mort de son père, il a été élevé par son oncle le Roi Prajadhipok et il l'a suivi dans son exil en Angleterre. Il a été enrôlé dans la Royal Air Force en février 1924 sous le nom de Nicky Varanand et il a servi comme pilote de chasse dans l'Operation Overlord pendant la Seconde Guerre mondiale. Après sa carrière dans l'armée, il a été commandant de bord pour la compagnie aérienne Thai Airways. Ensuite, il a créé sa propre compagnie aérienne, Air Siam, qui a fait banqueroute en 1977. En 1973, il a également été conseillé pour le Ministère de l'agriculture thaïlandais. 
Il épousa Mom Pamela Smee le 10 juin 1950 et ils ont eu deux enfants.